# 亨氏瘤葵海葵
亨氏瘤葵海葵（学名：Condylactis hertwigi）为海葵科瘤葵海葵属的动物。分布于日本以及沿海等。